# St. Nikolaus (Hochheim)

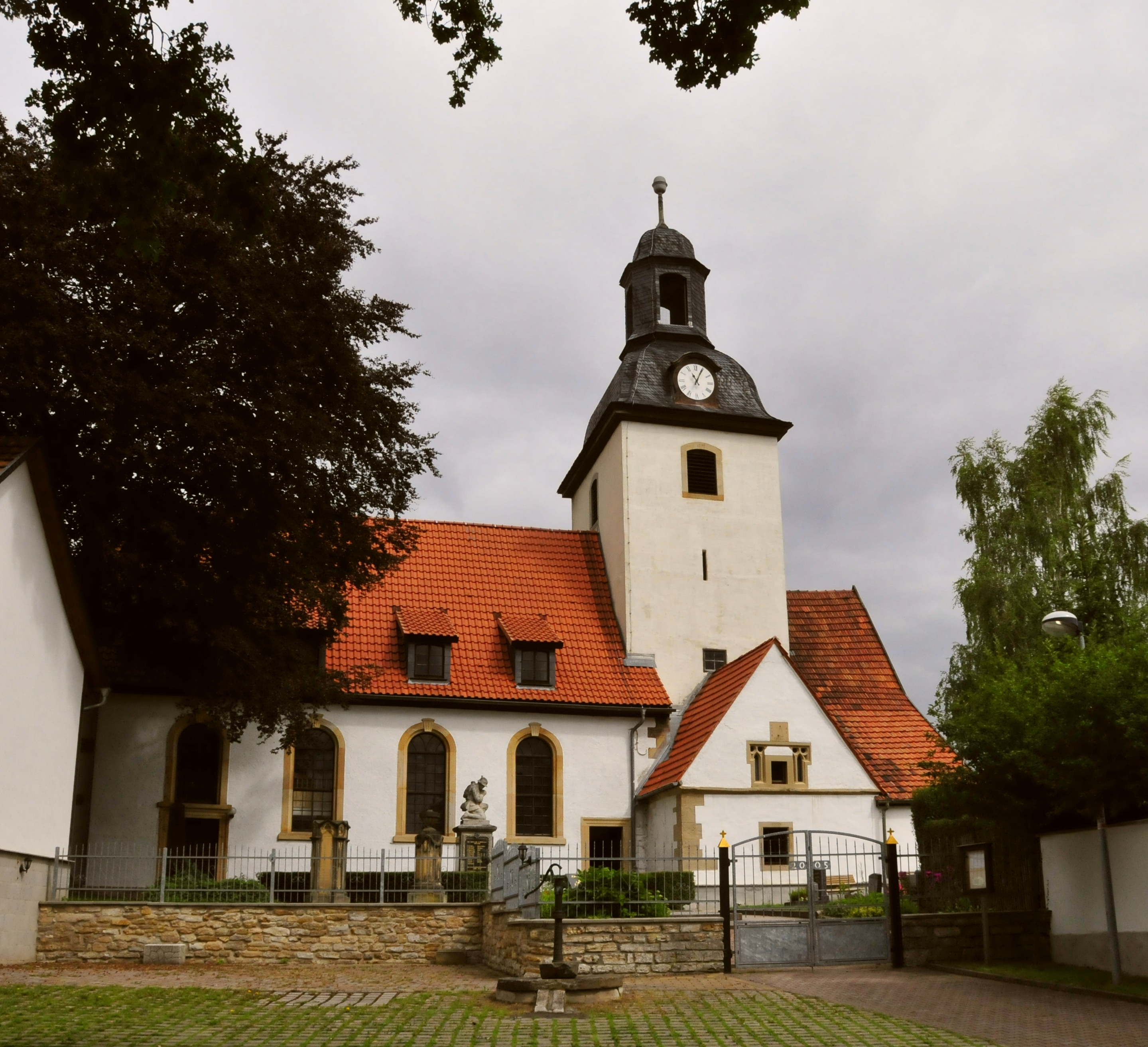
Hochheim, St. Nikolaus

St. Nikolaus steht in der Kirchstraße 94 von Hochheim, einem Ortsteil der Landgemeinde Nessetal im Landkreis Gotha in Thüringen.

## Gemeindezugehörigkeit
Das Kirchdorf Hochheim mit der Filialkirche St. Nikolaus gehört zur Kirchengemeinde Emmaus Goldbach-Wangenheim im Kirchenkreis Gotha der Evangelischen Kirche in Mitteldeutschland.

## Beschreibung
Im Jahre 1411 wird bereits eine Wallfahrtskirche erwähnt. In den späteren Jahren erfolgten mehrere Umbauten. 1515 wurde eine Kirche mit Langhaus im spätgotischen Baustil und polygonalem Anbau eines Chores errichtet. Dieser wurde wohl 1616 durch einen rechteckigen Chor im Chorturm ersetzt. Das Langhaus und der Chor sind durch einen spitzbogigen Chorbogen getrennt. Der Kirchturm ist mit einer schiefergedeckten Haube bedeckt, die eine Laterne trägt. Im 18. Jahrhundert gab es Veränderungen. 1875 wurden das Bauwerk saniert und der Innenraum in der heutigen Fassung gestaltet. Es wurden zweigeschossige, dreiseitige Emporen eingebaut und der Chor wurde mit einem Kreuzgratgewölbe überspannt. Die Kanzel und der Schalldeckel wurden am Anfang des 17. Jahrhunderts gefertigt. Ein schlichtes zylindrisches Taufbecken stammt vermutlich aus der Vorgängerkirche.
Am 26. April 2015 wurde die Kirche nach umfänglichen Bauarbeiten festlich eingeweiht. Sie erhielt ein neues Chorfenster, das sich Eckhart von Hochheim widmet. Es wurde auf Initiative des Frauenkreises der Kirchgemeinde Hochheim in Auftrag gegeben, nachdem sie mit dem Geldsammeln den finanziellen Grundstock für das Projekt gelegt hatten. Das Bleiglasfenster wurde von Gert Weber künstlerisch gestaltet und in Kooperation mit dem international renommierten Glasstudio Derix realisiert. Dieses bedeutende Kunstwerk steht allen Besuchern täglich von 10 bis 18 Uhr zur Besichtigung in der St.-Nikolaus-Kirche offen.
Die Orgel mit 17 Registern, verteilt auf zwei Manuale und Pedal, wurde 1830 von Friedrich Wilhelm Knauf gebaut.